# フルキャストホールディングス
株式会社フルキャストホールディングス（英：FULLCAST HOLDINGS CO., LTD.）は、人材派遣会社『フルキャスト』などを傘下に置く、日本の持株会社。本社は、東京都品川区西五反田八丁目9番5号。公式ホームページ上ではフルキャストグループとも呼称される。

## 概要
前身は、家庭教師派遣を目的として1989年に設立された神奈川県川崎市の神奈川進学研究会（法人としては、現在のオープンアップITエンジニア）。神奈川県内から全国に展開し、また家庭教師派遣から、軽作業請負業務に拡大した。
フルキャスト社内では、派遣スタッフを「キャスト」と呼ぶ。以前は「スタッフ」と呼ばれていた。ごく一部で「外勤」と呼ぶ者もいる。一方、支店で働くアルバイトのことを「ナビゲーター」と呼ぶ。
現法人移行後の、2010年末～2011年5月まで、給与支払いは原則として日払いの形態をとっていた（変更時期は、拠点により異なる）。「派遣元管理票」と引き替えに支払われ、受取の捺印（いわゆる、シヤチハタ等は不可）が必要なため、派遣登録した支店まで受け取りに行く必要がある状況であった。希望者には振込みによる週払いも行っていた（ただし、課税控除は支店に取りに行くケース同様、丙欄の扱いで控除されていた）。順次月払い制の振込払に切り替わっており、2011年5月19日を以って全支店で月払振込に切り替わった。今後は、フルキャストアドバンスなどのグループ会社でも全面的に順次切替を行うとしている。又、3ヶ月以上継続して勤務すると社会保険、雇用保険の加入となる。
2008年3月まで、月15日以上働くと「CAST賞」と呼ばれるミニボーナスが支給されていた。なお、これは自己申告制であった。

## 沿革
- 1990年9月14日　株式会社リゾートワールドとして設立
- 1992年9月　株式会社フルキャストに改称
- 1992年10月1日　短期業務請負業の営業開始
- 1997年10月　子会社・有限会社フルキャストレディを設立
- 1999年10月　フルキャストレディを株式会社に改組
- 2001年6月　株式を店頭公開
- 2002年10月　フルキャストレディの業務をオフィス系に特化し、株式会社フルキャストオフィスサポートに改称
- 2003年9月　東証2部上場
- 2004年9月　東証1部へ上場換え
- 2005年10月　株式会社ヒューマン・リソーセス総合研究所が株式会社フルキャストオフィスサポートを吸収合併し、株式会社フルキャストHR総研に改称
- 2008年10月1日　持株会社制に移行に伴い、株式会社フルキャストホールディングスに改称。当社の事業をフルキャストHR総研（現・フルキャスト）に譲渡
- 2010年6月28日　本社を品川区西五反田に移転（同時に、グループ5社も同所に移転する。ただし、登記上・定款上は、同年12月22日までは、渋谷区桜丘町のフルキャストBLD.のまま）
- 2010年12月22日　登記上・定款上の本店を、品川区西五反田の本社所在地に変更
- 2023年6月23日　らあめん花月嵐などを運営するグロービートを子会社化する

## スポーツとの関わり
更なる事業拡大を目指すフルキャストグループは、2000年6月26日に株式会社フルキャストスポーツを設立した。スポーツ選手や元選手（解説者・コメンテーターなど）のエージェント（代理人）・マネジメント業務の他、スポーツイベントの企画・運営、スポーツ関連施設の運営なども行っていた。
プロ野球
2005年、この年にプロ野球新規参入を果たした東北楽天ゴールデンイーグルスの本拠地である宮城球場の命名権を年間2億円の3年契約で取得し、「フルキャストスタジアム宮城」に改称。しかし、後述の事業停止命令が発令されたことを受け、2007年8月30日に球場を所有する宮城県に対し命名権の返還・契約の解除を申し入れ、了承される。同年10月4日、楽天のホーム最終戦当日を以って「フルキャストスタジアム宮城」の名称に幕を閉じた（詳細は宮城球場#フルキャストスタジアム宮城を参照）。現在の名称は「楽天モバイルパーク宮城」。
また、独立リーグに興味を示していた時期もあり、2005年11月には、当時の社長・平野岳史が、プロ野球独立リーグ「フルキャスト・リーグ」の構想を明らかにした。2007年春の発足を予定していたが、その後具体的な動きがないことから、構想は事実上頓挫したものとみられている。2006年には、独立リーグの「北信越ベースボール・チャレンジ・リーグ」に「キャリアサポーター」として参画したことがある。
サッカー
2004年シーズンの1年間、Jリーグチーム・ヴィッセル神戸のユニフォーム袖部分スポンサーだった。
2003年から、フルキャストスポーツ企画運営によるフットサルの全国大会「フルキャスト楽天カップ」→「フルキャストベネフィット・ワンSUNカップ」を開催していた。
その他
格闘技イベント「K-1」を主戦場にしていたキックボクサー・佐藤嘉洋は、フルキャストスポーツの所属選手だった。
2006年頃まで、格闘技イベント「R.I.S.E.」のメインスポンサーだった。
2007年の1年間、様々なスポーツの要素を取り入れたミュージカル公演「マッスルミュージカル」に特別協賛、命名権も取得し、名称をフルキャストマッスルミュージカルとした。
2020年より「D.LEAGUE」のチーム「FULLCAST RAISERZ」のオーナー企業として参画。
2023年、「B.LEAGUE」のチーム「サンロッカーズ渋谷」と2023-24シーズンのオフィシャルトップパートナー契約を締結。ユニフォームのパンツ前面部分にロゴが掲出される。

## 不祥事
労働者派遣法で禁じられている建築業や警備業への派遣や、別の派遣会社の依頼を受けたフルキャストがキャストを派遣する二重派遣、キャストが内勤から仕事の紹介を受ける際の説明と異なる業務に従事させるなどの違法・不正行為に対し、労働局から是正指導され報道された。以下では、2006年10月以降に報道されたものや行政指導・処分されたものを列挙。また、グッドウィル同様「データ装備費」と酷似した「業務管理費」問題が浮上したが、こちらはグッドウィルとは異なり過去の業務管理費は全額返還に応じるとしている。

### 容姿などの情報収集問題
2006年10月20日、朝日新聞の報道により、キャスト（登録スタッフ）の個人情報に容姿など（いわゆる、センシティブ情報）を無断でデータ上に記していたことが発覚した。容姿などの情報収集は労働者派遣法に基づき禁止されている。労働組合「派遣業関連労働者ユニオン」の調べで明らかになったもので、個人情報には、住所や連絡先のほか「風貌（ふうぼう）」の欄があり、「太め」「容姿老」「容姿優」「不潔感」「茶髪」「スキンヘッド」や、容姿に関連して「虚弱体質」「言葉使い悪」などの印象を含めて20のチェック項目があった。フルキャスト側はこれらの情報を削除するとした。

### 労働組合に関わる問題
2006年11月11日の朝日新聞電子版「アサヒコム」によると、「風貌（ふうぼう）」情報のデータ保存問題を告発した労働組合「派遣ユニオン」の組合員が働いている関連企業で、フルキャスト100%出資で前年10月設立されたばかりの「ネオパートナーズ」（横浜市）を11月末で閉鎖することが10日に明らかになった。フルキャスト側は「赤字続きで採算が取れないため」と説明したが、11月9日に行われた団体交渉で説明を受けたユニオン側は「組合つぶしとしか考えられない」と反発している。また、「組合員はすでに解雇を通告された。組合（フルキャストユニオン）を結成して要求書を出した直後の決定であり、不当労働行為だ」と抗議している。

### 残業手当の計算不備
2006年11月22日、残業手当の計算方法に不備があり、労働基準監督署より是正指導がなされる。本来、交通費補助（1000円）となどに関しては、残業手当の計算内に入れなければならないが、フルキャストがこれを省いた金額で給料を支払っていたことが判明。この件に関しては、これまでの未払い金については支払いを拒否。その後、交通費補助を支払い項目から削除するという対策で対応した。

### 違法派遣業務の問題
- 2006年12月10日の日本経済新聞ニュースによると、労働者派遣法で禁じる建設業務への労働者派遣をしたとして、神奈川労働局から是正指導されていたという。これはフルキャストは同年2月、横浜市内の学校改修工事現場に清掃業務の契約で労働者を派遣したが、実際の現場で労働者は壁に溶剤などを塗布する建設業務をさせられたという[5]。
- 2007年1月12日に警備業者にアルバイトを派遣していたとして、本社や仙台の2支店の計3箇所が家宅捜索された。2006年10月に行われた派遣先の警備会社の抜き打ち検査で発覚した。
2007年10月15日に、法人のフルキャストと同社の27歳の担当社員、および派遣先で仙台市太白区に支店のある埼玉県所沢市の企業（法人および担当者2名）が仙台南警察署から仙台地方検察庁に書類送検された。同時に、この所沢市の企業が仙台市青葉区に本社のある同業他社にも派遣を要請したとして、この青葉区の企業も法人として同様に書類送検されている。この件については、仙台地方検察庁より同年10月31日付で、法人および該当社員ともに不起訴処分となった。

### 業務改善命令
2007年3月27日、東京労働局はフルキャストに対し、業務改善命令を発令。フルキャストはこの処分に対し、再発防止を行うとし、社長ら役員報酬を一部返上するとしている。処分理由は以下の通り。
- 2006年10月に甲府支店が警備業務の派遣を行い、その後12月まで延べ66名を繰り返し派遣していた。
- 2006年8月に二俣川支店が神奈川労働局より建築業への派遣を行わないように是正指導したにも関わらず指導後も建築業への派遣を繰り返していた。
- 2006年中に53支店が労働者派遣法が禁じる建築業や警備業への労働者派遣をしていた。
- 事業所新設の届出を怠ったり、事業報告を期限までに提出していなかった。

ところが、当の東京労働局が、是正指導期間中の1月5日、子会社「フルキャストHR総研」に、「求職活動支援セミナー」の開催を委託、契約を締結していた事が発覚した。契約した職業安定課と当該処分を行った需給調整課の連携が取れていなかったことが原因とみられる。

### 業務停止命令
2007年8月3日、東京労働局は上記改善命令が履行されず違法な派遣が繰り返されたとして、フルキャストに対し事業停止命令を発令。
停止理由は2007年5月1日・2日に神戸市の三宮、三宮北口、元町の3支店において神戸港におけるペットボトル飲料水の荷捌き作業をさせていたことである。また、先述の改善命令の改善状況が確認できない項目があったことも処分理由としてあげている。
停止期間は神戸市の三宮、三宮北口、元町の3支店が8月10日から10月9日までの2ヵ月間、その他の支店は8月10日から9月9日までの1ヵ月間。あわせて先述の改善命令の履行完了も含めた改善命令も発動されている。
この間は、レギュラーワークなどの継続案件の欠員補充や、当日欠勤が発生した場合や急な増員を要した場合の人員補充要員として登録支店ないしは勤務地現場内で拘束され補充要員になれなかった場合は数時間程度の拘束時間分の時給が支払われる「会社待機」・「現場待機」などのごく限定された仕事のみがキャストに与えられる形となる。
この間の新規のキャスト登録は出来ず、業務停止命令前からの登録キャストのみ、仕事の予約等が可能だった。
フルキャストの「本件に係るプレスリリース」によれば、住所確認を怠った事が本処分の原因とのことである。また本処分に関し、役員報酬の一部返上がなされ、平野も9月期いっぱいで代表権を返上した。
ところが、2007年8月からの業務停止期間中にも関わらず違法に労働者を900件も派遣し続けていたことが発覚。厚生労働省は事情聴取を行った上で再び2008年10月に業務停止命令を再発動させた（厳密な意味では、旧フルキャストHR総研へ事業譲渡したあとのフルキャスト（現法人）への発動であり、旧法人（現・フルキャストホールディングス）への発動ではないため、2度目の業務停止命令とはいえない）。

### 社会保険庁年金記録入力ミス事件
2007年12月10日～20日の間、フルキャストから社会保険庁に派遣されていた中国人ら約50名が、姓／名の区別が付けられないほどの日本語能力の欠如によって、公表されただけで約25万件に登る年金記録入力ミスを乱発したため、全ての入力作業が中断。社会保険庁のクレームで、全員日本人スタッフに差し替えられ、その後1ヶ月以上に亙る再照合修正作業を余儀なくされたが、フルキャストは「漢字圏の人なので問題無いと思っていた」「テストに合格した者のみを派遣している」等と弁解した
。

## グループ企業

### 連結子会社
短期業務支援事業
- 株式会社フルキャスト（製造、工場、物流、倉庫、小売、コールセンター等への短期派遣を行う。持株会社体制移行後の中核企業）2008年10月1日に旧フルキャストより事業を継承し、株式会社フルキャストHR総研から改称した。
- 株式会社トップスポット（東京都と神奈川県に特化した短期派遣を行う）
- 株式会社おてつだいネットワークス（単発求人サイト「おてつだいネットワークス」の運営）

警備事業
- 株式会社フルキャストアドバンス（各種警備業務、イベント設営・撤去業務請負、イベントスタッフ派遣、リフォームおよび内装工事の他に、一般労働者派遣も行う）

特例子会社
- 株式会社フルキャストビジネスサポート（各種障害者の雇用促進を目的とし、グループ各社から集約された社内業務を代行）

### 持分法適用関連会社
営業支援事業
- 株式会社エフプレイン(営業職のアウトソーシング、有料職業紹介事業、コールセンター事業、古物取引業(中古携帯電話端末等)のフランチャイザー、インターネットサービス)

### かつて存在した企業
- 株式会社フルキャスト大阪（事業不明）
- 株式会社成和サービス（事業不明）1995年9月設立
- 株式会社エントリー（事業不明）1996年1月設立
  - 上記3社は、1999年6月を以てフルキャスト本体（現フルキャストHD）に統合された。
- 株式会社フルキャストウィズ（一般労働者派遣、職業紹介）1998年5月に株式会社神奈川進学研究会から改称。
- 株式会社フルキャストシステムコンサルティング（事業不明）1999年11月設立
  - 上記2社が合併し、株式会社フルキャストテクノロジーに改称。
- 株式会社フルキャストレディ（オフィス向け短期業務請負および派遣）1997年10月に設立され、2002年10月に株式会社フルキャストオフィスサポートへ改称。
- フルキャスト人事コンサルティング株式会社（人事コンサルティング事業）2000年3月設立
  - 上記2社が合併し、新フルキャストオフィスサポートへ。今は、フルキャスト現法人。
- 株式会社ヒューマン・リソーセス総合研究所（事業不明）2005年3月に買収し、連結子会社化。
  - 更に上記2社が合併し、株式会社フルキャストHR総研へ改称。今は、フルキャスト現法人。
- 株式会社ネオパートナーズ（事業不明）2006年10月に設立されたが、同年11月30日を以て突如閉鎖された（詳細は#容姿などの情報収集問題を参照）。
- 株式会社フルキャストスタイリッシュワーク（事業不明）2006年11月に設立。2008年1月に下記のニッソーに統合される。
- 株式会社アミューズキャスト（事業不明）2004年11月に買収し、連結子会社化。2008年5月に下記のインフォビーに統合される。
- フルキャストグローイングスクール（フリーターおよびニート向けビジネススクール）2006年4月に開校[13]。当初は株式会社だったが、2007年1月1日を以て、フルキャスト本体と簡易合併し、吸収される[14]。その後、2009年に閉鎖された。
- 株式会社ニッソー（イベントコンパニオンのマネジメントおよび派遣など）2009年9月にフルキャストアドバンスへ吸収合併され、同社の「クラッシーサービス事業部」が継承し、2010年10月、同社の業務請負部門である「イベントラボ事業部」と統合した「クラウド事業本部」が業務を継承した。
- 株式会社マーケティングスクエア（事業不明）2010年10月1日を以て、テレコムマーケティングに統合される。
- 株式会社フルキャストパートナーズ(銀行設立準備会社) - 2005年8月設立。収益基盤確立に不確実性が増したことを理由に銀行開業を断念し、2006年6月、当時のフルキャストファイナンスに吸収合併される。
- テレコムマーケティング株式会社（光通信との業務提携により設立。テレフォンアポイント事業のアウトソーシング） - イーストコミュニケーションへ吸収合併。
- 株式会社エーコーシステム（北海道留萌市が拠点。コールセンター事業の他に、地域密着型サイト『留萌タウン』を運営） - イーストコミュニケーションへ吸収合併。
- 株式会社イーストコミュニケーション（北海道札幌市に拠点を置くコールセンター事業） - 2013年4月、旧フルキャストマーケティングが吸収合併し、エフブレインに商号変更。

### グループから離脱した企業
- 株式会社アパユアーズ（事業不明）2004年6月に株式交換により、連結子会社化。2007年7月に全保有株式を譲渡。
- 株式会社フルキャストスポーツ（スポーツ選手のエージェント、マネジメント業務）2000年6月に設立。2008年8月1日を以てグループから離脱し、イーマ株式会社へ改称。所属および提携していた選手のマネジメント等は『F.O.Lスポーツトウキョウ』が譲り受けた。
- アジアパシフィックシステム総研（情報処理サービス業）2005年10月に第三者割当増資および株式譲受により子会社化。2008年11月に連結子会社3社を含む全保有株式を譲渡。現・キヤノン電子テクノロジー。
- 株式会社インフォビー（事業不明）2007年5月に買収し、連結子会社化。2009年3月に全保有株式を譲渡。
- 株式会社フルキャストファイナンス（登録スタッフ向け貸金業およびグループ福利厚生事業）2004年10月設立。2009年4月に全保有株式を譲渡し、資本関係を解消の上、債権を他社に売却。株式会社フォーメイトへ改称されたが、2010年6月に破産手続きが開始され、経営破綻した。
- 株式会社フルキャストファクトリー（製造ライン向け業務請負）2000年9月設立。2009年6月に全保有株式を譲渡し、資本関係を解消、株式会社Gファクトリーに改称された。
- 株式会社フルキャストセントラル（自動車製造に関わる諸業務のアウトソーシング）2002年4月、フルキャストグループとセントラル自動車の合弁会社として設立。2009年6月に人材派遣会社・アウトソーシングにフルキャストHDの持株分を売却し、アウトソーシングセントラルに改称。その後、2010年7月にアネブルによって吸収合併され、アネブルの法人名が消滅法人名であった「アウトソーシングセントラル」となった。
- ネットイットワークス株式会社（ITソリューション・ネットワークソリューション）2007年5月に株式譲受により持分法を適用、関連会社化。2009年8月に全保有株式を京セラコミュニケーションシステムに譲渡（その後、株式会社弘栄と共にKCCSモバイルエンジニアリングへ統合され、現存しない）。
- 株式会社フルキャストテクノロジー（製造業や設計・開発に向けた技術者のアウトソーシング）2011年5月、TOBにて、夢真ホールディングスの子会社化。同年7月より、夢テクノロジーに改称。